# Vanadium(IV)fluoride
Vanadium(IV)fluoride (VF4) is een anorganische verbinding met vanadium. Het is een lichtgroen poeder, dat oplosbaar is in water. Boven de 150°C ontleedt de stof spontaan om zo vanadium(III)fluoride te vormen.

## Synthese
Vanadium(IV)fluoride kan worden bereid door vanadium(IV)chloride en waterstoffluoride te laten reageren in trichloorfluormethaan bij een temperatuur van 25°C:
{\displaystyle \mathrm {VCl_{4}\ +\ 4\ HF\longrightarrow \ VF_{4}\ +\ 4\ HCl} }